# Titularbistum Ptolemais in Phoenicia
Ptolemais in Phoenicia ist ein Titularbistum der römisch-katholischen Kirche. Es geht zurück auf einen frühchristlich-byzantinischen Bischofssitz in Ptolemais, dem antiken Namen der Stadt Akkon in Israel. Der Bischofssitz ging nach der arabischen Eroberung der Stadt 638 wieder unter. 1104 wurde die Stadt von den Kreuzfahrern erobert, die 1135 einen lateinischen Bischofssitz in der Stadt einrichteten. Mit dem Fall von Akkon 1291 ging auch dieser Bischofssitz wieder unter. Das Bistum wurde als Titularbistum weiter geführt, zunächst als Titularbistum Acre, dann ab dem 18. Jahrhundert als Titularbistum Ptolemais in Phoenicia.
| Titularbischöfe von Acre             | |                                          |                                   |
| Name                                 | Amt | von                                      | bis                               |
| Nicolas Arlon/Arle OCarm             | Prior des Karmeliterklosters Trier, Weihbischof von Trier                                                                                            | 27. Juni 1344                            | 1392                              |
| Gualterius de Sarzana OFMConv        | | 1392                                     | (1398?)                           |
| Hermann Weise/Weiß OFMConv           | Weihbischof im Erzbistum Mainz, im Bistum Bamberg und im Bistum Würzburg                                                                             | 1398                                     | † 8. September 1450               |
| Johann Goldener (auch Rupp) OSA      | vorher Prior des Augustinerklosters Nürnberg, Weihbischof in Bamberg                                                                                 | 2./14. Januar 1451                       | † 25. April 1475                  |
| Henri de Albertis                    | wurde 1461 zum Titularerzbischof von Nicaea ernannt, Weihbischof von Vercelli                                                                        | 2. März 1459                             | 19. Oktober 1461                  |
| Raymond de Rota                      | | 6. November 1461                         |                                   |
| Arnaud de Cambera OP                 | | 9. Mai 1491                              |                                   |
| Martin de Fürstenwalde OP            | Vikar des Erzbischofs von Magdeburg, Weihbischof im Bistum Verden                                                                                    | 26. November 1503                        | (1511)                            |
| Albertus Polonus OP                  | | 1513                                     |                                   |
| Heinrich Lencker/Lenchker OP         | Weihbischof im Bistum Halberstadt | 18. Dezember 1514                        | † 22. August 1538                 |
| Bernhard von Sachsen-Lauenburg OCist | Weihbischof im Bistum Münster, resignierte 1536 als Weihbischof in Münster, trat in das Kloster Marienfeld ein, 1553 Weihbischof im Bistum Osnabrück | 23. März 1519                            | 1536                              |
| Michael Vehe OP                      | | 21. Februar 1539                         | † April 1539 (nicht mehr geweiht) |
| Johannes Mensing OP                  | Weihbischof im Bistum Halberstadt | 1539                                     | † 8. August 1547                  |
| Johannes Kridt                       | Weihbischof im Bistum Osnabrück | 19. März 1550/14. September 1550 (Weihe) | † 9. Juli 1577                    |
| Nikolaus Arresdorf OFMConv           | Guardian im Minoritenkloster Bonn, Provinzial in Köln, Weihbischof im Bistum Münster                                                                 | 27. November 1592                        | † 28. März 1620                   |
| Johann Nikolaus Claessens OFMin      | Weihbischof in Münster | 1621/8. August 1622                      | † 1. April 1650                   |

| Titularbischöfe von Ptolemais in Phoenicia |                                                                                           |                   |                    |
| Name                                       | Amt                                                                                       | von               | bis                |
| Charles Louis Hugo OPraem                  | Abt von Étival (Frankreich)                                                               | 15. Dezember 1728 | 2. August 1739     |
| Armand de Rohan-Soubise-Ventadour          | wurde später Kardinal                                                                     | 30. Juli 1742     | 4. Oktober 1747    |
| Ludwik Ignacy Riaucour                     |                                                                                           | 3. März 1749      | November 1777      |
| Luiz de Castro Pereira CSJ                 | Prälat von Cuiabá (Brasilien)                                                             | 29. Oktober 1804  | † 1. August 1822   |
| Maciej Paweł Możdżeniewski                 | Weihbischof in Łuck (Russisches Reich)                                                    | 10. Juli 1815     | 2. April 1819      |
| Ferdinand Maria Chotek von Chotkow         | Weihbischof in Olmütz (Kaisertum Österreich)                                              | 14. April 1817    | 30. September 1831 |
| François-René Boussen                      | Koadjutorbischof von Gent (Belgien)                                                       | 17. Dezember 1832 | 23. Juli 1834      |
| Alois Joseph Schrenck von Notzing          | Weihbischof in Olmütz (Böhmen)                                                            | 12. Februar 1838  | 20. Juni 1838      |
| Thomas Feeney                              |                                                                                           | 27. Juli 1839     | 11. Januar 1848    |
| Giovanni Antonio Balma OMV                 | Apostolischer Vikar von Ava und Pegù (Myanmar)                                            | 5. September 1848 | 27. Oktober 1871   |
| Carmelo Pascucci                           |                                                                                           | 27. Oktober 1871  |                    |
| Cassien-Léonard de Peretti                 | Weihbischof in Ajaccio (Frankreich)                                                       | 31. März 1875     | 22. Februar 1892   |
| Lorenzo Passarini                          | Titularerzbischof pro hac vice                                                            | 11. Juli 1892     | 18. April 1901     |
| José Marcondes Homem de Melo               | Alterzbischof von Belém do Pará (Brasilien), Titularerzbischof pro hac vice               | 6. Dezember 1906  | 9. August 1908     |
| Augustin Dontenwill OMI                    | Titularerzbischof pro hac vice, Generaloberer der Oblaten der Unbefleckten Jungfrau Maria | 21. Januar 1909   | 30. November 1931  |
| Louis-Eugène-Arsène Turquetil OMI          | Apostolischer Vikar von Baie d’Hudson (Kanada)                                            | 15. Dezember 1931 | 14. Juni 1955      |
| Edmundo Luís Kunz                          | Weihbischof in Porto Alegre (Brasilien)                                                   | 1. August 1955    | 12. September 1988 |

Die Zusammenstellung der Liste erfolgte anhand der Internetquellen The Hierarchy of the Catholic Church und GCatholic.org sowie durch Ergänzungen durch die angegebenen Einzelnachweise.